# ناوچه کلاس برمن
ناوچه کلاس برمن (به انگلیسی: Bremen-class frigate) یک کلاس از کشتی به طول 130.5 متر است.